# Nikola Ďorděv
Nikola Ďorděv (uváděný jako Nikola Gjorgjev; makedonsky Никола Ѓорѓев; * 22. srpna 1997, Curych, Švýcarsko) je švýcarsko-severomakedonský fotbalový záložník, hráč klubu Grasshopper Club Zürich.
Na mládežnické úrovni reprezentoval Švýcarsko a Severní Makedonii, na seniorské úrovni obléká dres Severní Makedonie.

## Klubová kariéra
- Grasshopper Club Zürich (mládež)
- Grasshopper Club Zürich 2016–

## Reprezentační kariéra

### Švýcarsko
Nastupoval za švýcarské mládežnické reprezentace U15, U16, U17, U18, U19.

### Severní Makedonie
V listopadu 2016 nastoupil v kvalifikačním utkání za severomakedonskou reprezentaci U21. Zúčastnil se Mistrovství Evropy hráčů do 21 let 2017 v Polsku (historicky první účast Severní Makedonie na evropském šampionátu jedenadvacetiletých).
V A-mužstvu Severní Makedonie debutoval 29. 5. 2016 v přátelském utkání v rakouském Bad Erlachu proti reprezentaci Ázerbájdžánu (výhra 3:1).